# William P. Hobby Airport

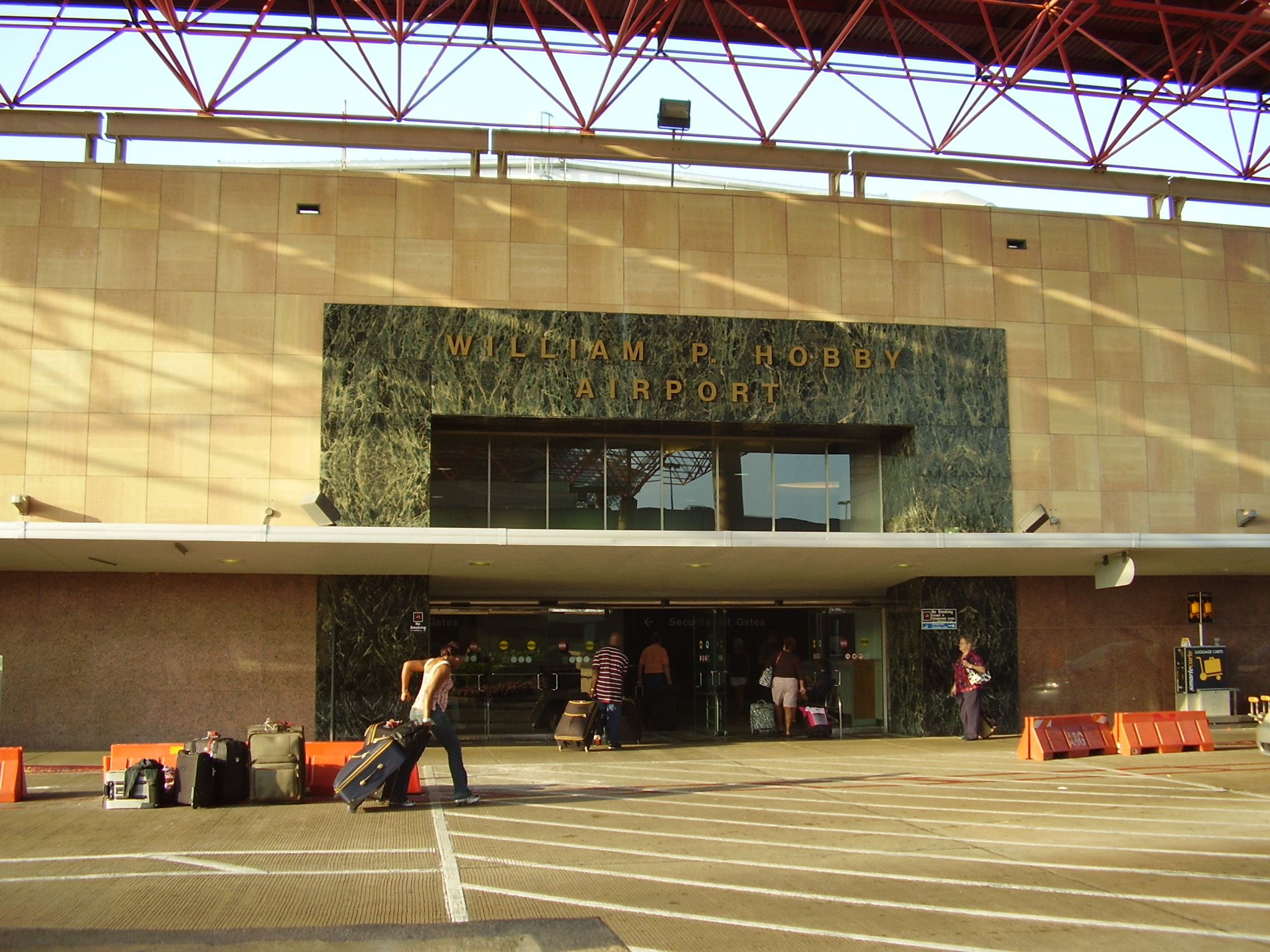
William P. Hobby Airport

William P. Hobby Airport (IATA: HOU, ICAO: KHOU, FAA LID: HOU) är en flygplats i Houston, Texas i USA. Den är den näst största flygplatsen i Houston efter George Bush Intercontinental Airport. Före 1967 hette flygplatsen Houston International Airport. Den fick sitt nuvarande namn efter Texas forne guvernör William P. Hobby.
Idag används flygplatsen framförallt av lågprisflyg som Southwest Airlines.